# Кенсингтонский рунический камень
Кенсингтонский рунический камень — каменная плита прямоугольной формы, лицевая и боковая стороны которой исписаны рунами. Плита используется как доказательство того, что в 1362 году (задолго до путешествия Христофора Колумба) скандинавские путешественники достигли срединной части Северной Америки. Плита состоит из осадочной горной породы граувакка, она была обнаружена в 1898 году близ города Кенсингтон, в штате Миннесота, США.
В настоящее время камень выставлен в музее в городке Алегзандрия, где является основой экспозиции.

## Находка
В 1898 году американский фермер шведского происхождения Улоф Эман (швед. Olof Öhman [ˈuːlɔf ˈøːman]) заявил, что он обнаружил грубо отёсанный камень под корнем тополя, когда расчищал лесистый участок от деревьев и пней перед тем, как обработать его.
Согласно свидетельству очевидцев, дерево, возраст которого был по крайней мере 10 лет, росло на небольшом холме, его корни оплели камень, лежащий на земле письмом вниз. Десятилетний сын фермера обратил внимание на высеченные знаки на камне, после чего фермер решил, что они с сыном нашли «индейский альманах». Размер плиты составлял 76 × 41 × 15 см, масса оценивалась приблизительно в 90 кг.
Вскоре после обнаружения находки она была выставлена в местном банке (нет никаких свидетельств, что Улоф пытался получить за это деньги).

## Текст находки
Надпись (некоторые слова из-за разрушения камня отсутствуют) на лицевой части камня гласит:

8 göter ok 22 norrmen paa opthagelse farth fro winlanth of west Wi hathe läger weth 2 skylar en thags norder fro theno sten wi war ok fiske en thag äptir wi kom hem fan X man rothe af bloth og ded AVM frälse af illum.

Русский перевод (через английский):

8 гётов и 22 норманна во время разведочного путешествия из Винланда через Запад разбили лагерь у двух утёсистых островов на расстоянии однодневного перехода к северу от этого камня.
Мы вышли из лагеря и ловили рыбу один день.
Когда мы вернулись, то нашли 10 людей красными от крови и мёртвыми.
Аве Мария, спаси от зла.

На ребре камня видна следующая запись:

har X mans we hawet at se äptir wore skip 14 thag rise from theno odh Ar wars Herra 1362.

Перевод:

У нас есть 10 человек из нашей партии у моря для наблюдения за нашим кораблём в 14 днях пути от этого острова. Год 1362.

Английский перевод данного текста был выполнен скандинавским лингвистом К. М. Нильсеном в 2001 году (обычный современный швед едва ли сможет разобрать значение надписи). Аббревиатура AVM (Ave Maria) исторически оправдана, так как скандинавские исследователи того времени были католиками. Более ранние переводы обычно интерпретировали слово skylar как рифы (или маленькие, скалистые острова), но исследование Нильсена предполагает, что это значение маловероятно.
Примерами лингвистического спора являются шведские термины «opthagelse farth» (путешествие либо исследование) и «updagelsfard», использование которых не найдено ни в старошведском, ни в стародатском, ни в средненидерландском, ни в средненижненемецком языках в XIV—XV веках. Правильнее было бы использовать слово «upptäcktsfärd». Однако при разговоре с Холандом (купившим камень у Эмана) в 1911 году лексикограф старошведского словаря Содеруолл (Soderwall) обратил внимание, что его работа была ограничена спасением юридического документа, написанного на формальном и неестественном языке, и что корень слова «opdage» мог быть позаимствован из немецкого языка. Однако лингвисты, критически относящиеся к подлинности документа, настаивают, что это слово является неологизмом, и напоминают, что норвежский историк Густав Сторм в конце XIX века часто использовал это слово в серии заметок о викингах в норвежских газетах, распространявшихся в штате Миннесота.

## Исследования

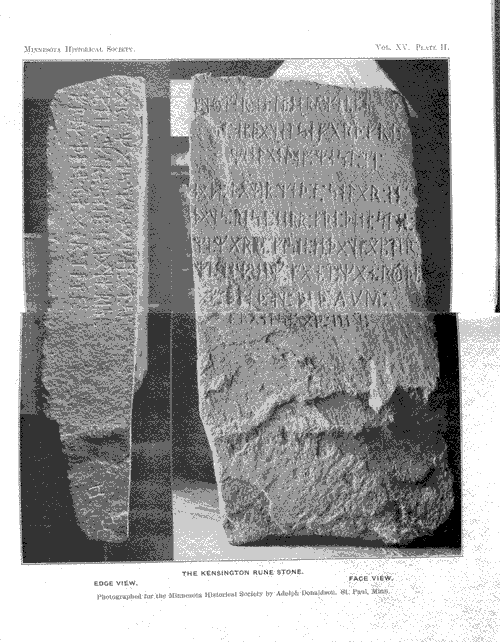
Фото Кенсингтонского камня в книге

После открытия находку начали связывать с путешествием норманнского мореплавателя Лейфа Эриксена в 999 году к берегам Северной Америки, названной им Винланд. Находка также возобновила интерес к викингам, раздуваемый приверженцами романтического национализма. Спустя 5 лет датские археологи подтвердили, что средневековые суда вполне могли доплыть до берегов Северной Америки. Между Швецией и Норвегией возникло некоторое трение из-за недавнего (1905) провозглашения независимости последней: некоторые норвежцы утверждали, что камень являлся шведской подделкой, а шведы утверждали то же про норвежцев.
Поскольку ошибочно предположили[кто?], что надпись сделана на древнегреческом языке, то находка была отправлена[когда?] в греческий отдел Университета Миннесоты. В Университете надпись была прочитана и переведена профессором скандинавских языков и литературы Олаусом Дж. Бреда (Olaus J. Breda), чьё знание языка рун впоследствии было оспорено рядом исследователей. Бреда сделал вывод, что это подделка, и передал копию надписи лингвистам в Скандинавии. Норвежский археолог Олуф Рюгх (Oluf Rygh), наряду с другими лингвистами, на основании письма Бреда также сделал заключение, что это надпись — мошенничество, хотя самого камня он никогда не видел. Археологических свидетельств раннего присутствия скандинавов в Америке не было ещё полвека, и идея блуждающих[прояснить] викингов в штате Миннесота в то время казалась большинству академиков невероятной.

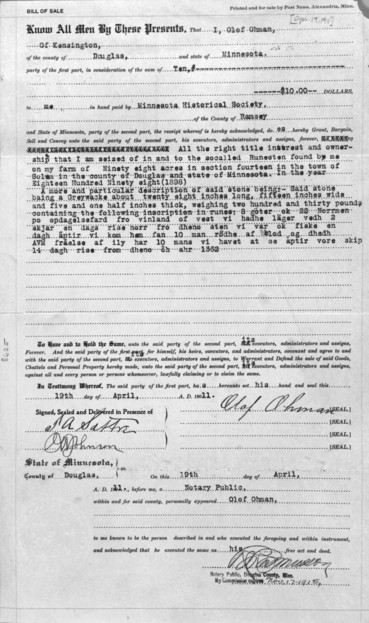
от Улофа в Историческое общество штата Миннесота за 10 долларов

Затем артефакт был отправлен в Северо-Западный Университет в Чикаго, где учёные либо интерпретировали его как шутку, либо просто не смогли перевести, после чего возвратили обратно Улофу. После этого Улоф положил его надписью вниз у дверей своего амбара, используя в качестве порога (спустя годы сын Улофа сказал, что это неправда и они использовали его как навес[прояснить]). В 1907 году камень был продан, предположительно за 10 долларов, Хьялмару Холанду (Hjalmar Holand), выпускнику Университета Висконсина. Холанд возобновил публичный интерес к находке, и дальнейшие исследования были проведены геологом Ньютоном Х. Уинчеллом и лингвистом Джорджом Фломом (George Flom), которые опубликовали результаты своего исследования в 1910 году.
Согласно Уинчеллу, возраст тополей, находившихся вблизи того, под которым была сделана находка и сходных с ним по размеру, по количеству колец оценивался приблизительно в 40 лет. Поскольку окружающая территория была заселена только в 1858 году, вряд ли по этой причине находка являлась подделкой. К тому же Уитчелл пришёл к выводу, что наклон камня говорит о том, что надписи на нём примерно 500 лет[прояснить]. В свою очередь, Флом обнаружил очевидное расхождение между рунами, использованными в надписи, с теми образцами, которые использовались в XIV веке. К тому же лингвистические формы рун[прояснить] не соответствовали письменным примерам, сохранившимся с того времени.
Большинство споров о подлинности надписи было основано на очевидном конфликте между лингвистическим и физическим свидетельствами. Кроме того, стела была обнаружена шведским фермером во времена всплеска интереса к культуре викингов.
Холанд забрал находку в Европу, и пока газеты Миннесоты горячо обсуждали подлинность находки, шведские лингвисты отвергли подлинность камня.
В течение последующих 40 лет Холанд изо всех сил пытался склонить общественное мнение на свою сторону, написав несколько статей и книг на эту тему. Он достиг некоторого успеха в 1949 году, когда камень был выставлен на обозрение в американском комплексе музеев Смитсоновского института. После этого профессора Уильям Талбитцер (William Thalbitzer) и С. Р. Хаген (S. R. Hagen) выпустили несколько публикаций в защиту находки. Однако нашлись и противоположные мнения скандинавских лингвистов, таких как Свен Янссон, Эрик Молтк, Гарри Андерсон и K. М. Нильсен (вместе с известной книгой Эрика Вальгрена (Erik Wahlgren)).
Вместе с Вальгреном, историк Теодор Блеген (Theodore Blegen) категорически утверждал, что Эман в качестве шутки вырезал надпись сам, возможно с помощью других жителей Кенсингтона. Следующим шагом в расследовании стало опубликование в 1976 году сделанной несколькими годами ранее магнитофонной записи, на которых Уолтер Гран свидетельствует, что его отец Джон признал в 1927 году, что Эман сам сделал надпись. Однако это свидетельство было получено из третьих рук, то есть Джон услышал это от других людей. К тому же запись была представлена как предсмертная исповедь, хотя Уолтер Гран жил ещё несколько лет и с тех пор ничего не говорил о камне. Намного позже, в 2005 году, появились сведения, что Гран просто ревновал к вниманию, уделяемому Эману. Как бы то ни было, камень до сих пор широко считается подделкой.
Вопрос о возможности скандинавского происхождения надписи был вновь поднят в 1982 году, когда лингвист Роберт Хол (англ. Robert Hall) из Корнеллского университета опубликовал книгу, исследовав методы критиков подлинности. Он выдвинул предположение, что отдельные филологические проблемы надписи могли быть результатом нормальных диалектных отклонений в старошведском языке того времени. Кроме того, он утверждал, что критики были не в состоянии рассмотреть физические свидетельства, которые он нашёл заслуживающими доверия.
В 1983 году Ричард Нилсен (англ. Richard Nielsen), инженер и языковой исследователь[прояснить] из Хьюстона, изучил руны на камне и лингвистику того времени[прояснить] и опротестовал доводы критиков подлинности документа. Например, руна, которую интерпретировали как букву J (и таким образом обосновывали подделку), могла интерпретироваться как редкая форма руны L, найденная только в нескольких рукописях XIV века. Он также отметил, что диалект письма, в отличие от общего диалекта шведов, использовался в области Бохуслен на юге Швеции, рядом с границами Дании и Норвегии, и являлся диалектической формой пересекающихся языков.

### Столетие спустя
В декабре 1998 года, спустя более чем сто лет после того, как камень с рунами был найден, впервые с 1910 года был проведён детальный физический анализ находки. Он включал в себя фотографирование с помощью микроскопа в отражённом свете, исследование вещества и сканирование электронным микроскопом. В ноябре 2000 года геолог Скотт Ф. Уолтер (англ. Scott F. Wolter) представил предварительные результаты исследования. Он предположил, что, в связи с наклоном[прояснить], камень в его основании подвергся длительному процессу[прояснить], возраст которого он оценил в 50—200 лет.
В частности, он обратил внимание на полную потерю слюды на надписанной поверхности камня. Аналогичные образцы сланцевых могильных камней в штате Мэн, чей возраст оценивается в 200 лет, показали значительную потерю пирита, но не его полную потерю, как у находки[прояснить]. Учитывая, что образцы могильных камней находились в отличных условиях, сравнение позволило предположить, что камень был похоронен[прояснить] задолго до того, как там поселились первые европейцы в 1858 году.
Некоторые критики всё же обратили внимание на хорошо сохранившуюся выдолбленную надпись, удивляясь стойкости материала за столетия меняющихся погодных условий. Однако обратная часть камня хорошо сохранила царапины, оставшиеся с ледникового периода, возраст которых исчисляется тысячами лет.
В 2001 году в книге «Викинги и Америка» (англ. The Vikings and America) бывший профессор Калифорнийского университета в Лос-Анджелесе Эрик Вальгрен описал лингвистические отклонения[прояснить] в записи и высказался в пользу подделки.
В статье «The Kensington Runestone: Approaching a Research Question Holistically», опубликованной в 2005 году, археолог Алиса Бек Кехо (англ. Alice Beck Kehoe) ссылается на сообщения о контактах местного исконного населения, предшествующих дате, указанной на камне, с «пришельцами», что позволяет ей сделать вывод о возможности экспедиции европейцев в XIV веке.